# Skákavka stužkovitá
Skákavka stužkovitá (Phlegra fasciata) je druh pavouka z čeledi skákavkovití (Salticidae).

## Popis
Skákavka stužkovitá měří 5 až 8 mm v případě samic a 5 až 7 mm v případě samců. Hlavohruď na délku činí 2 až 2,5 mm. Základní zbarvení je černé, se světle hnědými chloupky. U druhu se nicméně ve zbarvení objevuje určitý pohlavní dimorfismus: zatímco samice se vyznačují světlými a tmavými linkami na hlavohrudi i zadečku, samci většinou nemají podobný výrazný vzor, bývají celí černohnědí a jejich pruhy jen málo zřetelné. Tmavé a nevzorované jsou u samců rovněž kráčivé končetiny a makadla, ačkoli poslední články končetin mohou být načervenalé. Samice rozvíjí na končetinách a makadlech naproti tomu kroužkovaný vzor. Druh může být zaměněn s ostatními skákavkami rodu Phlegra, jako je skákavka úzkopásá (Phlegra bresnieri).

## Biologie
Skákavka stužkovitá je druhem palearktické oblasti, přičemž je široce rozšířena v mírném pásu Eurasie. Severoamerické populace byly povýšeny na samostatný druh Phlegra hentzi. V Česku je skákavka stužkovitá hojný druh s roztroušeným výskytem v nižších a středních nadmořských výškách. Skákavky obývají travnatá stanoviště, především suššího charakteru (písčité půdy s řídkou vegetací, stepi, lesostepi, lesní okraje, sušší louky, vřesoviště, okraje cest, někdy též pískovny, lomy aj.). Jde o aktivní lovce, kteří především za slunného počasí pátrají po hmyzu na zemi a nízké vegetaci. Vajíčka samice kladou do bílých vakovitých kokonů, o něž pečují.